# María Dolores Pelayo Duque
María Dolores Pelayo Duque (Tenerife, 1943) és una advocada i política espanyola, senadora en la Legislatura Constituent i diputada en cinc mandats (I, II, III, IV i V legislatures).

## Biografia
Nascuda a Tenerife i llicenciada en dret per la Universitat de La Laguna, és advocada especialitzada en temes de família. A l'inici de la Transició política que va posar fi a la dictadura franquista, era membre del Partit Social Demòcrata fundat per Francisco Fernández Ordóñez i Rafael Arias Salgado, entre d'altres. Amb aquesta formació en aliança amb altres partits centristes, es va presentar com a candidata al Senat a les eleccions generals de 1977, i va obtenir l'escó. Activa en els debats parlamentaris de la Legislatura Constituent, la seva formació política es va integrar en la coalició governant, Unió de Centre Democràtic (UCD). A les eleccions de 1979, després de l'aprovació de la Constitució, es va presentar en les llistes electorals d'UCD i va accedir a l'escó al Congrés per la circumscripció de Tenerife. Durant aquesta I Legislatura, va ser dirigent regional d'UCD i membre del seu Consell Polític Nacional, però cap al final del mandat, en el procés de crisi de la formació liderada per Adolfo Suárez, va abandonar el Grup Centrista i es va integrar en el Grup Mixt. A les eleccions generals de 1982 ja s'havia incorporat a les llistes electorals del Partit Socialista Obrer Espanyol (PSOE), formació en la qual va militar finalment, i va ser elegida diputada per segona vegada; va repetir mandat en la les tres legislatures següents (1986-1989, 1989-1993 i 1993-1996), sempre per Tenerife. Entre 1987 i 1991, va ser també regidora de Santa Cruz de Tenerife.

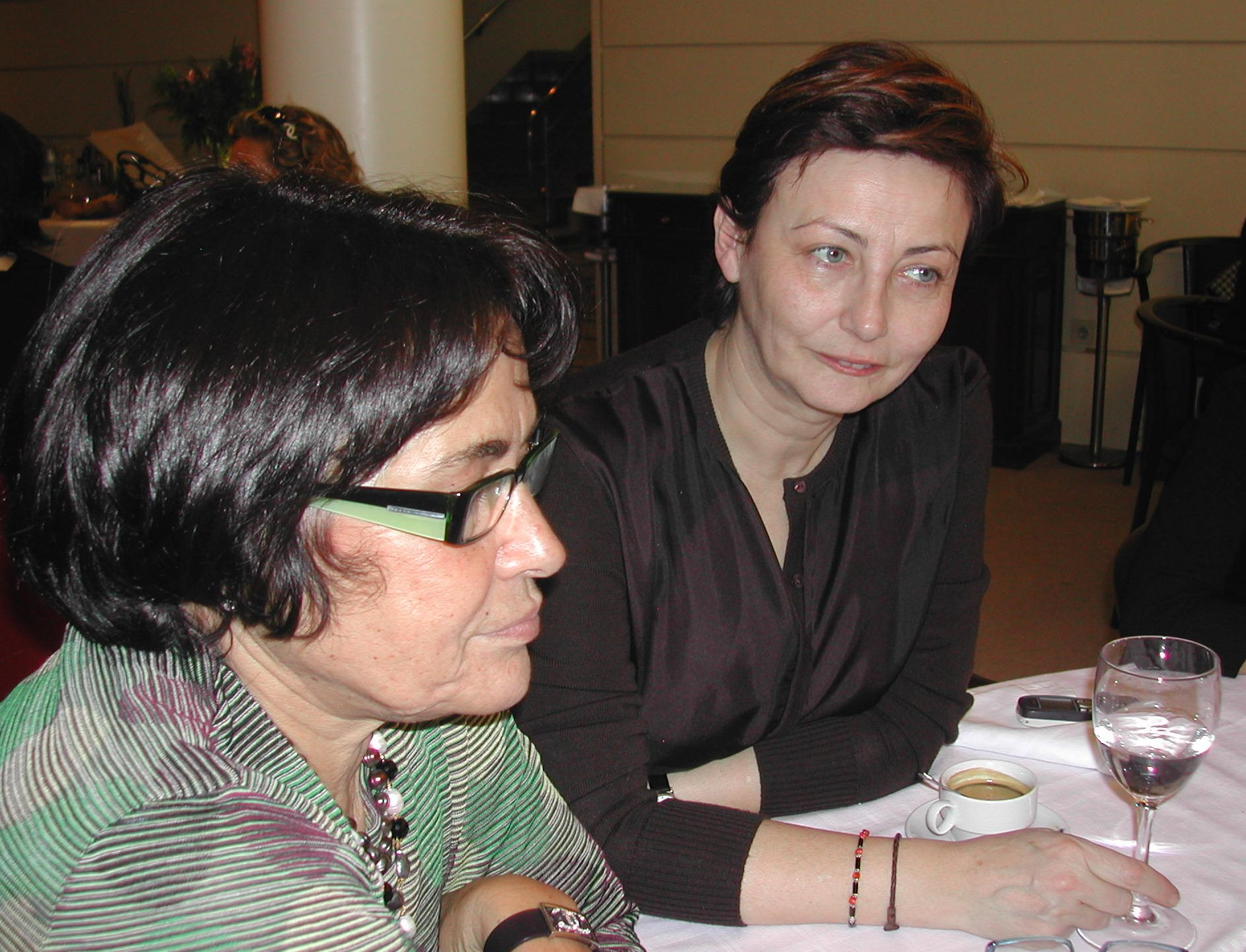
Les diputades Maria Dolores Pelayo i Mariví Monteserín durant la reunió de diputades i senadores de la Legislatura Constituent celebrada al Senat. Madrid 19 de gener de 2006. Fotografia de Montserrat Boix

Va destacar com a parlamentària pel seu treball en la legislació sobre la llei que va reconèixer el dret al divorci, on va ser ponent, en les profundes modificacions del Codi Civil en dret de família i successions on es van igualar els drets entre homes i dones i es van reconèixer els drets dels fills, amb independència que s'haguessin tingut dins o fora del matrimoni, es va garantir la tutela i la responsabilitat dels pares. També va participar en la reforma del Codi Penal, amb la derogació del delicte d'adulteri i el de concubinat (amancebamiento), en la despenalització de l'avortament i l'ús d'anticonceptius, la regulació de la interrupció voluntària de l'embaràs i la fixació dels tipus penals, concordes amb la norma constitucional, en els delictes contra la llibertat sexual.
Membre del Comitè Federal del PSOE, va ser portaveu d'aquest partit a l'ajuntament de Santa Cruz de Tenerife (1987-1991), directiva del Club Segle XXI i és presidenta de l'Associació Canària de Dones Juristes.